# Ursula Voss
Ursula Voss (* 1947 in Weingarten; † 6. Dezember 2014 in Wien) war eine deutsche Dramaturgin.

## Leben
Ursula Voss war die Tochter eines Piloten und einer Krankenschwester.
Voss studierte in Stuttgart Philosophie, Germanistik und Theaterwissenschaft, in der sie 1975 mit der Dissertation „Szenische Collagen. Theaterexperimente der europäischen Avantgarde zwischen 1913 und 1936“ zum Dr. phil. promovierte. Daneben absolvierte sie eine Verlags- und Lektoratsausbildung.
1987 arbeitete Voss zum ersten Mal als Dramaturgin am Wiener Burgtheater mit Uwe Jens Jensen und Harald Clemen zusammen. Von 1987 bis 1997 war sie Dramaturgin in George Taboris Theater „Der Kreis“.
Am Burgtheater arbeitete sie mit einer Reihe namhafter Regisseure zusammen, darunter Michael Haneke, Claus Peymann, Thomas Langhoff und André Heller.
Ursula Voss war 45 Jahre lang mit dem Schauspieler Gert Voss verheiratet, den sie im Alter von 16 Jahren kennengelernt und im Alter von 22 Jahren geheiratet hatte. Die Beziehung der beiden wurde von Außenstehenden als geradezu symbiotisch empfunden; ihr Mann nannte sie seine „Kopilotin“, nicht zuletzt in Bezug auf seine künstlerischen Projekte, bei denen er sich von ihr eingehend beraten ließ. Den Tod ihres Mannes überlebte Ursula Voss nur um fünf Monate, ehe sie einem Gehirnschlag erlag. Die gemeinsame Tochter des Paares, Grischka Voss (* 1969), ist Schauspielerin und Autorin.

## Veröffentlichungen
- Gert Voss auf der Bühne, 2014, ISBN 978-3-88331-204-0.